# De röda
De röda utgjorde den ena parten dels i ryska inbördeskriget, dels i finska inbördeskriget. Deras motståndare var de vita. 
De röda i Ryssland var främst bolsjeviker och de röda i Finland bestod av socialdemokrater och de röda gardena. Några av de mest kända företrädarna för Röda Finland var Otto Ville Kuusinen, Kullervo Manner, Yrjö Sirola och Karl H. Wiik.
De röda i Finland etablerade en revolutionsregering kallad Finlands folkkommissariat i Helsingfors medan de vita etablerade en regering i Vasa kallad Vasasenaten.